# يولين، قوانغشى
يولين (بالصينية: 玉林市) هي مدينة من مدن الصين. يبلغ عدد سكانها 6,910,000 نسمة حسب إحصائيات سنة 2013. تبلغ مساحتها 12839 كم².

## المناخ
يظهر الجدول التالي التغييرات المناخية على مدار السنة ليولين، قوانغشى:
| البيانات المناخية لـيولين، قوانغشى | البيانات المناخية لـيولين، قوانغشى | البيانات المناخية لـيولين، قوانغشى | البيانات المناخية لـيولين، قوانغشى | البيانات المناخية لـيولين، قوانغشى | البيانات المناخية لـيولين، قوانغشى | البيانات المناخية لـيولين، قوانغشى | البيانات المناخية لـيولين، قوانغشى | البيانات المناخية لـيولين، قوانغشى | البيانات المناخية لـيولين، قوانغشى | البيانات المناخية لـيولين، قوانغشى | البيانات المناخية لـيولين، قوانغشى | البيانات المناخية لـيولين، قوانغشى | البيانات المناخية لـيولين، قوانغشى |
| الشهر                              | يناير                              | فبراير                             | مارس                               | أبريل                              | مايو                               | يونيو                              | يوليو                              | أغسطس                              | سبتمبر                             | أكتوبر                             | نوفمبر                             | ديسمبر                             | المعدل السنوي                      |
| ---------------------------------- | ---------------------------------- | ---------------------------------- | ---------------------------------- | ---------------------------------- | ---------------------------------- | ---------------------------------- | ---------------------------------- | ---------------------------------- | ---------------------------------- | ---------------------------------- | ---------------------------------- | ---------------------------------- | ---------------------------------- |
| متوسط درجة الحرارة الكبرى °م (°ف)  | 16.9 (62.4)                        | 17.4 (63.3)                        | 21.2 (70.2)                        | 25.5 (77.9)                        | 29.4 (84.9)                        | 30.7 (87.3)                        | 32.1 (89.8)                        | 31.6 (88.9)                        | 30.7 (87.3)                        | 27.8 (82.0)                        | 23.2 (73.8)                        | 19.2 (66.6)                        | 25.5 (77.9)                        |
| المتوسط اليومي °م (°ف)             | 12.8 (55.0)                        | 13.9 (57.0)                        | 17.7 (63.9)                        | 22.0 (71.6)                        | 25.7 (78.3)                        | 27.2 (81.0)                        | 28.4 (83.1)                        | 27.8 (82.0)                        | 26.7 (80.1)                        | 23.5 (74.3)                        | 18.7 (65.7)                        | 14.7 (58.5)                        | 21.6 (70.9)                        |
| متوسط درجة الحرارة الصغرى °م (°ف)  | 8.8 (47.8)                         | 10.4 (50.7)                        | 14.2 (57.6)                        | 18.6 (65.5)                        | 22.1 (71.8)                        | 23.7 (74.7)                        | 24.7 (76.5)                        | 24.0 (75.2)                        | 22.7 (72.9)                        | 19.2 (66.6)                        | 14.3 (57.7)                        | 10.2 (50.4)                        | 17.7 (64.0)                        |
| الهطول مم (إنش)                    | 43 (1.7)                           | 70 (2.8)                           | 73 (2.9)                           | 166 (6.5)                          | 225 (8.9)                          | 230 (9.1)                          | 189 (7.4)                          | 230 (9.1)                          | 116 (4.6)                          | 63 (2.5)                           | 39 (1.5)                           | 31 (1.2)                           | 1٬475 (58.2)                       |
| المصدر: Climate-Data.org           |                                    |                                    |                                    |                                    |                                    |                                    |                                    |                                    |                                    |                                    |                                    |                                    |                                    |

## توأمة
ليولين، قوانغشى اتفاقيات توأمة مع:
- سرقسطة

## أعلام
- زو يو